# リチャード・マーティン・ウェスト
リチャード・マーティン・ウェスト（Richard Martin West、1941年-）は、デンマークの天文学者である。ヨーロッパ南天天文台で働いている。
著名なウェスト彗星や周期彗星のウェスト・コホーテク・池村彗星、ウェスト・ハートレー彗星を始め、多くの彗星を発見した。
トロヤ群の(2146)ステントル、(2148)エペイオス、(20995) 1985 VYを始め40個の小惑星も発見した。
また、ハンス＝エミール・シュスターとともにほうおう座矮小銀河も発見している。